# 日野町立黒坂小学校
日野町立黒坂小学校（ひのちょうりつ くろさかしょうがっこう）は、かつて鳥取県日野郡日野町黒坂にあった公立小学校。
2023年4月、根雨小学校・日野中学校と統合し、義務教育学校である日野町立日野学園へ移行した。

## 沿革
学校沿革より

### 統合前
- 1873年（明治6年）- 黒坂に黒坂学校を開校する
- 1875年（明治8年）- 久住分教場を開校する
- 1941年（昭和16年）- 校名が菅福国民学校・黒坂国民学校になる
- 1947年（昭和22年）- 学制改革により、校名が菅福小学校・黒坂小学校になる
- 1959年（昭和34年）5月1日 - 町村合併により、校名が日野町立菅福小学校・日野町立黒坂小学校になる
- 2001年（平成13年）3月23日 - 菅福小学校・黒坂小学校で閉校式が行われる

### 統合後
- 2001年（平成13年）
  - 4月1日 - 校歌制定（作詞：三上秋次、作曲：源田俊一郎）、校章制定
  - 4月7日 - 開校式を行う
- 2011年（平成23年）- 保小中一貫教育の開始
- 2012年（平成24年）10月1日 - 久住分校閉校
- 2023年（令和5年）3月31日 - 根雨小学校・日野中学校との統合により閉校

## 通学区域
- 黒坂、下黒坂、久住、下菅、中菅、小河内、上菅、福長[2]

## 進学先中学校
- 日野町立日野中学校

## 交通
- JR西日本伯備線 黒坂駅より徒歩1分
- 日野町営バス菅福線「黒坂駅前」より徒歩1分[3]

## 校区内の主な施設
- 黒坂警察署
- 黒坂城跡
- 鳥取県立日野高等学校 黒坂施設
- 菅福食文化伝承館